# Туризм в Самарской области

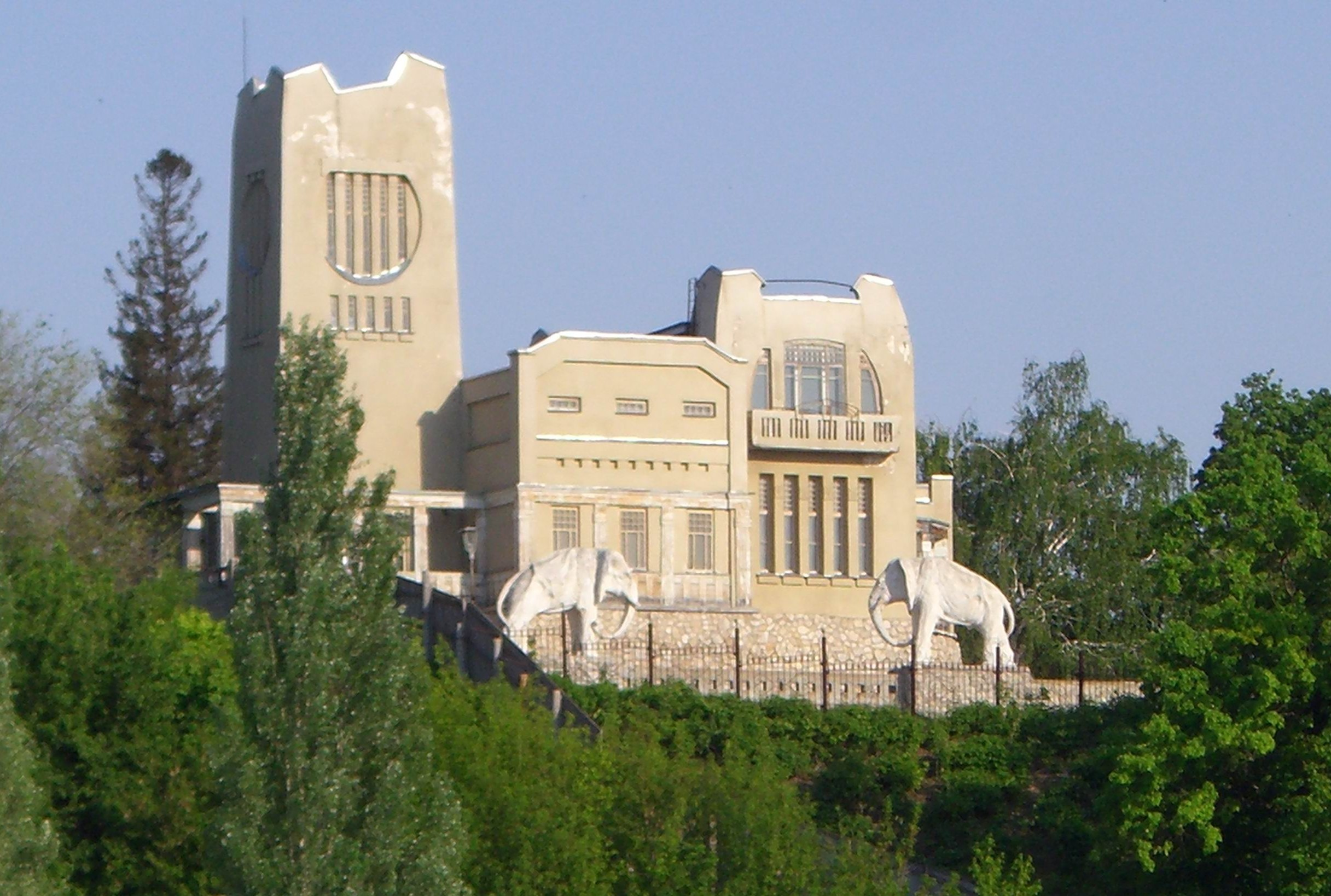
Дача К. П. Головкина («Дом со слонами») в Самаре

Туризм в Самарской области является частью экономики Самарской области.

## Описание

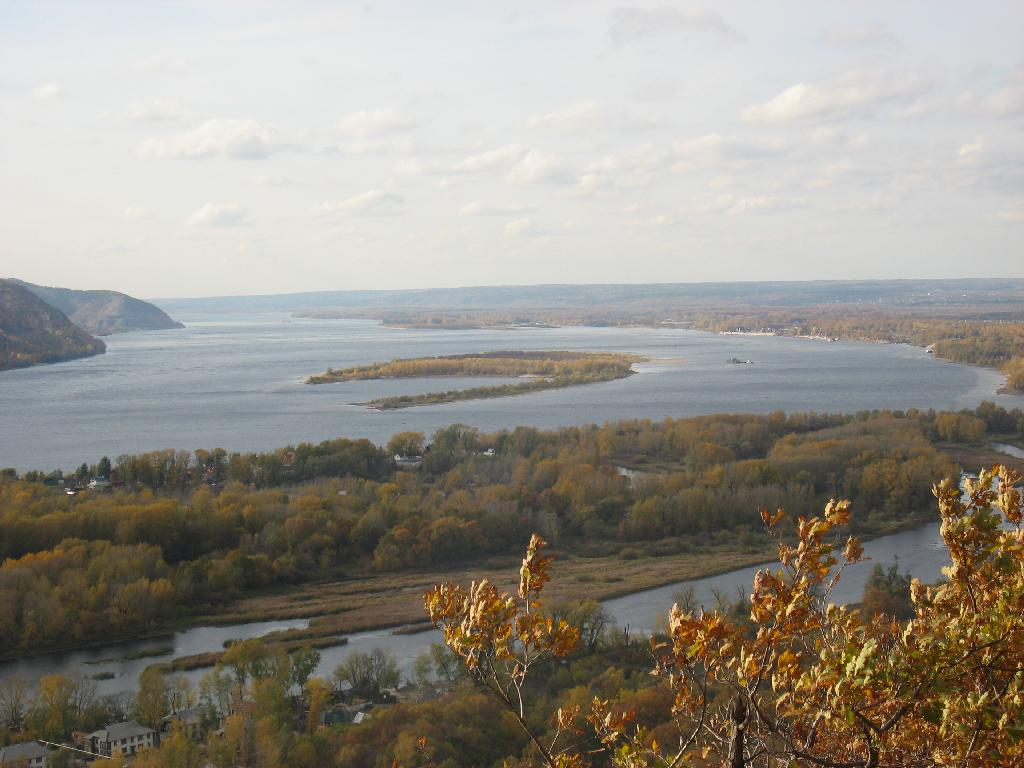
Волга у Жигулей

На территории области расположены 19 памятников археологии, 1222 памятника культуры. Из объектов культурного наследия: 1143 — памятники культуры, 2123 — памятники археологии. В Самарской области 11 театров, 58 музеев. Самарский областной историко-краеведческий музей имени П. В. Алабина, основанный в 1886 году, имеет несколько филиалов по всей области. Художественный музей в Самаре — один из крупнейших музеев России. Специально для Сталина в Самаре во время Великой Отечественной войне был построен бункер.
Три города Самара, Сызрань и Тольятти в 2002 году вошли в Список исторических поселений Российской Федерации. Жигулёвский государственный природный заповедник им И. И. Спрыгина признан ЮНЕСКО объектом Всемирного наследия.
Развиты экскурсионный туризм, круизы по Волге, лечебно-оздоровительный отдых, экологический, событийный, сельский и этнографический туризм, спелеотуризм, велосипедные и конные маршруты.
В области действует 259 гостиниц, 125 баз отдыха, 30 санаториев, 30 оздоровительных лагерей.

### Уникальные объекты

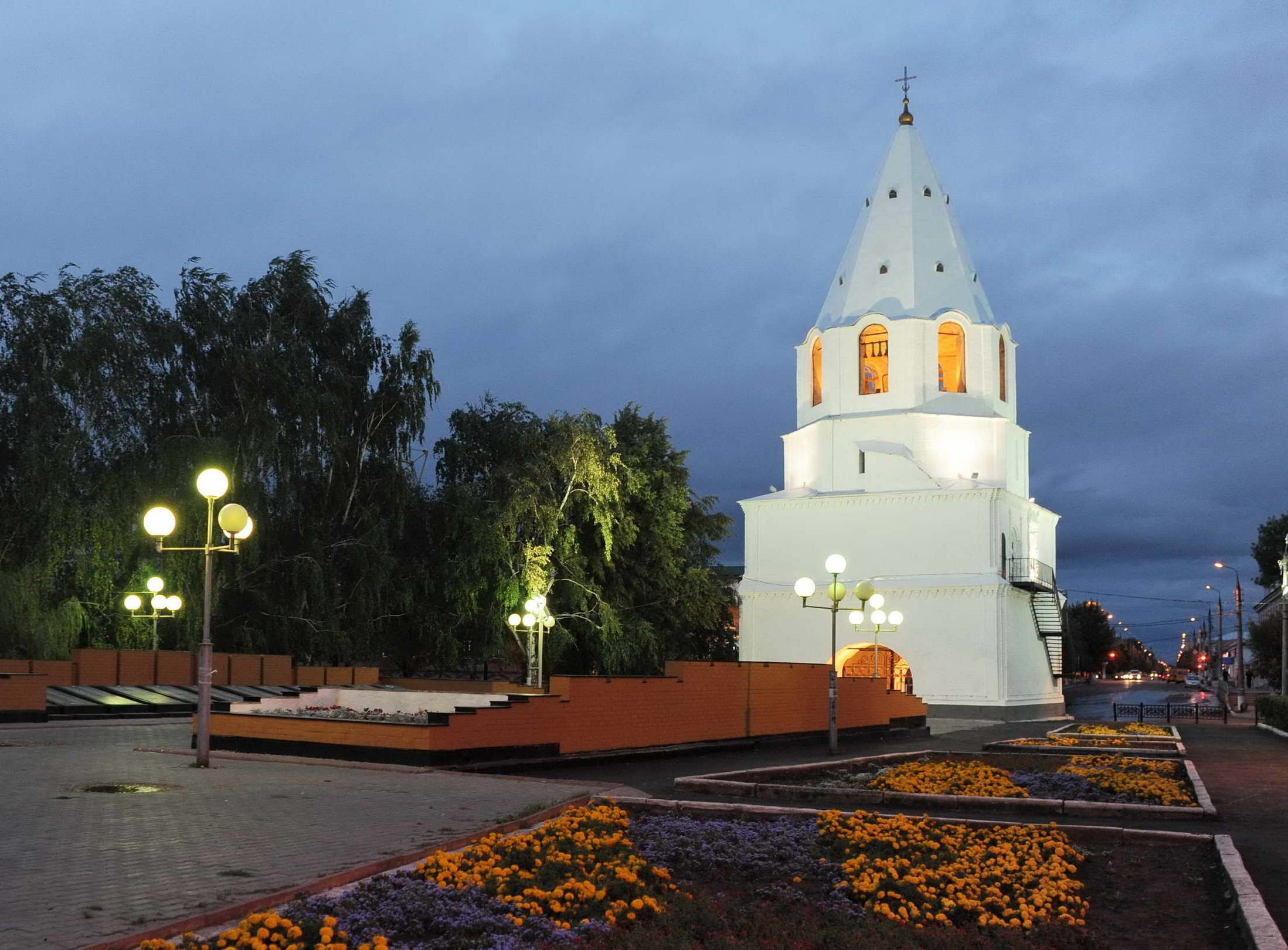
Сызранский Кремль

- Здание Самарского областного драматического театра
- Здание Самарского областного театра оперы и балета
- Церковь Сергия Радонежского (Чапаевск)
- Кремль города Сызрани
- Особняк Стерлядкина (Сызрань)
- Церковь Казанской иконы Божией матери (Верхнее Санчелеево)
- Дом со слонами (Самара)
- Особняк Клодта (Самара)
- Жигулёвский пивоваренный завод (Самара)
- Самая северная винодельня России (Безенчукский район).

### Другие места
Министерство туризма области советует посетить:
- Бункер Сталина глубиной 37м
- Музей «Самара космическая», где можно увидеть ракету-носитель «Союз», спускаемые аппараты «Янтарь-4К1» и «Ресурс Ф-1», макеты жидкостных ракетных двигателей для ракет-носителей «Союз-У», «Энергия» и «Зенит»
- Комплекс истории техники (бывший музей АО «Автоваз») в Тольятти
- Дом-музей И. Е. Репина в селе Ширяево
- Самарская набережная и Волга
- Урочище «Каменная чаша»
- Сарбайский центр народных ремесел в селе Сарбай
- Центр исторического моделирования «Древний мир», где расположены жилища каменного и бронзового веков, павильон погребального обряда, площадка по обработке камня и кости, гончарная и бронзолитейная мастерские
- Горнолыжный курорт «СОК Красная Глинка»

## Эко и этнотуризм

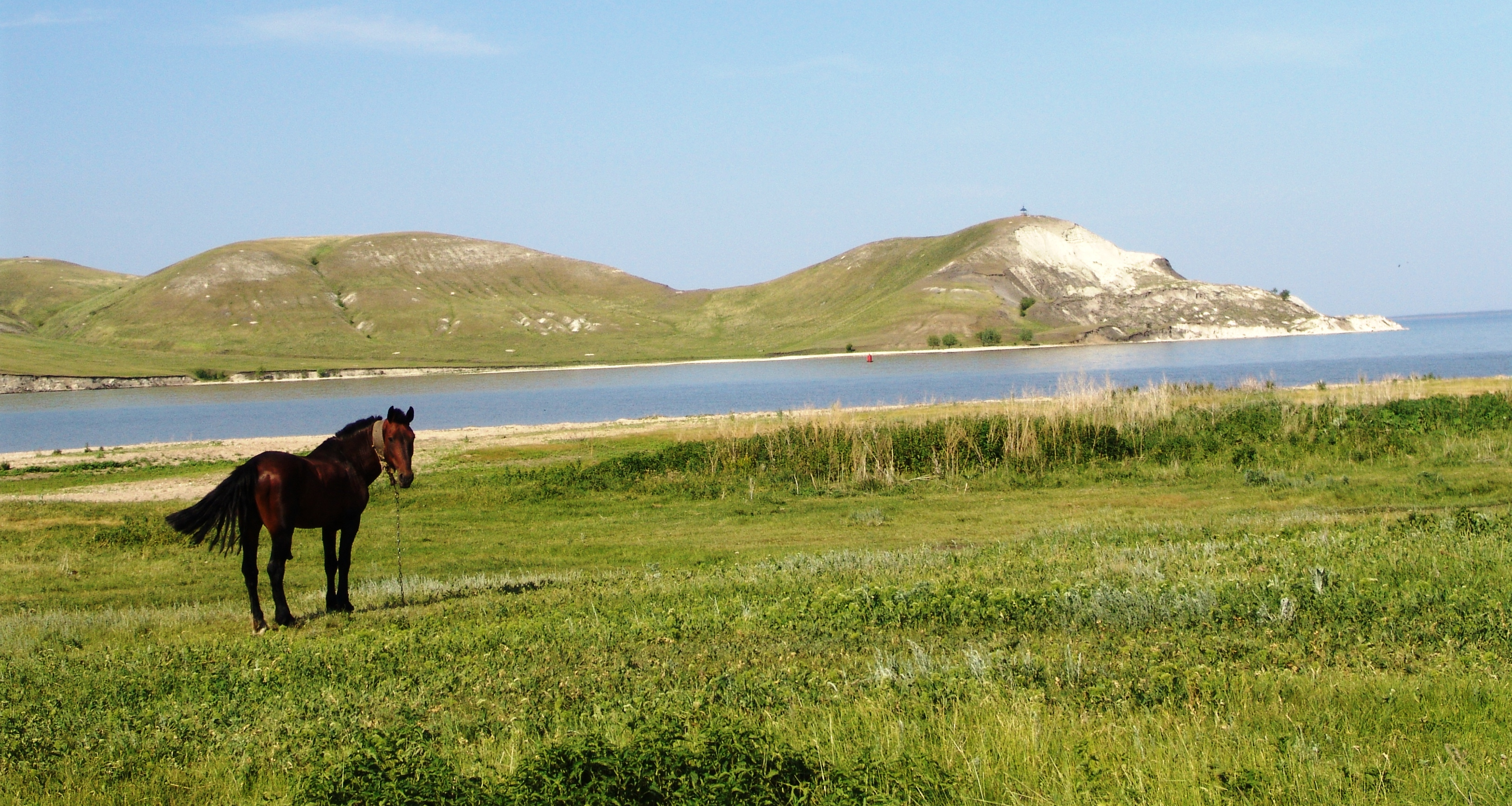
Жигулёвское море, Подвалье

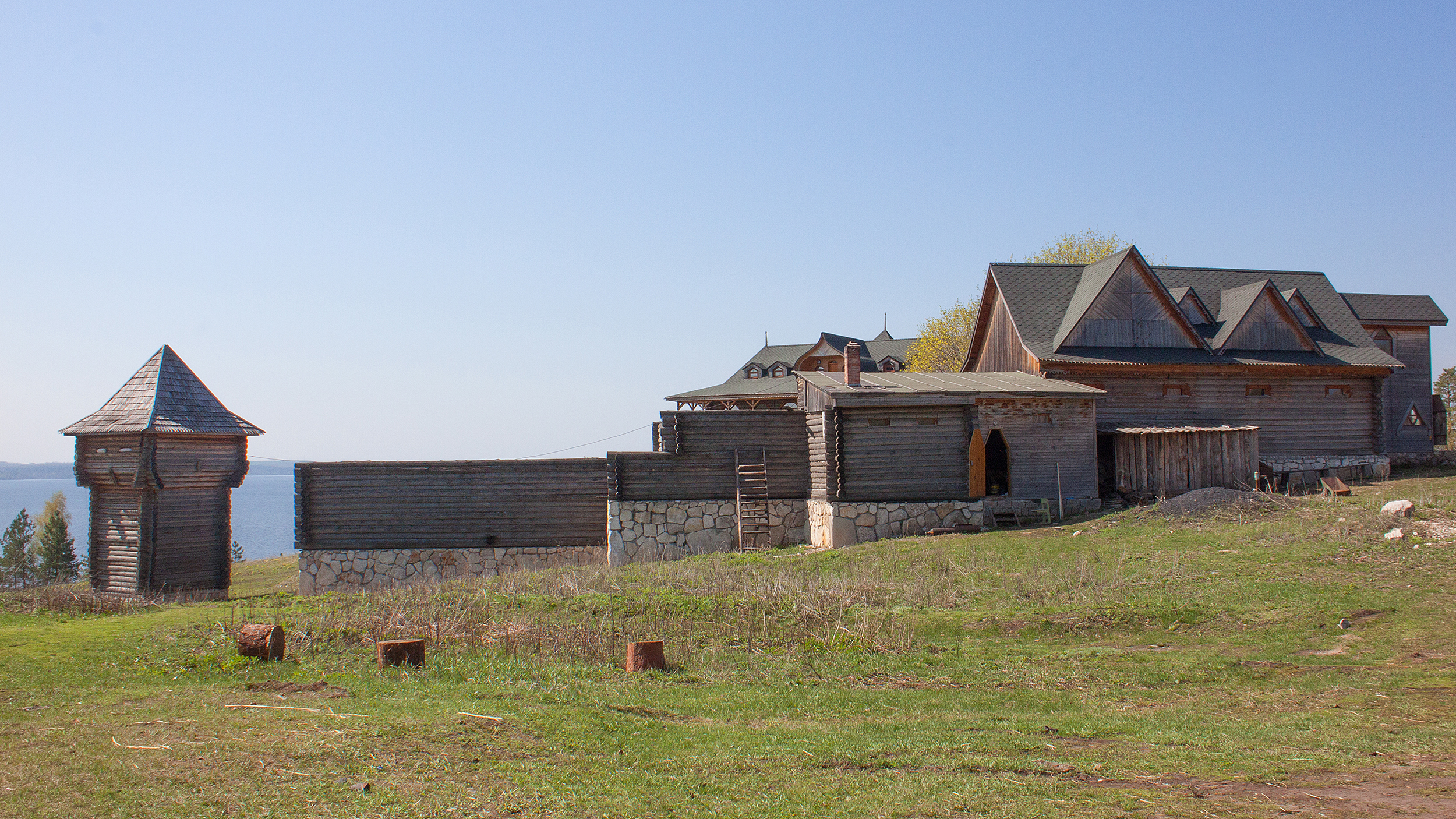
Тематический парк «Богатырская слобода».

Наиболее интересным является национальный парк Самарская Лука, где развивается эко-этнический туризм в селе Ширяево и на берегу Усинского залива («Богатырская слобода»).

## Событийный туризм
Ежегодно проходят Всероссийский фестиваль авторской песни имени Валерия Грушина, фестиваль «Мир бардов», рок-фестиваль «Рок над Волгой», фестиваль электронной музыки «ГЭС-Фест», «Битва Тимура и Тохтамыша», «Степные скачки в самарском имении Льва Толстого», международный фестиваль «Барабаны мира», праздник «Сызранский помидор», «Праздник вишнёвого пирога» в селе Ширяеве, Захаровский слёт, фестиваль восточных и этнических танцев «Анатолия» и международный фестиваль «Театральный круг» в Тольятти. Волгафест, Фестиваль классического балета имени Аллы Шелест и «Поволжские сезоны Александра Васильева» в Самаре. VOLGA QUEST — международная кругосветка на собачьих упряжках.
Туристический поток был максимальным в 2018 году в связи с проведением матчей чемпионата мира по футболу.

## Активный туризм
- Жигулёвская кругосветка: водный туристический маршрут по Самарской луке, соревнования на этом маршруте;
- джип-сафари на наивысшую точку Жигулей из села Ширяева; ралли-рейд и джип-триал по Самарской Луке;
- веломаршруты «Тольяттинская кругосветка» (длиной до 300 км), «Сердце Жигулей» (65 км) и другие.

## Санатории
В Самарской области расположены несколько десятков санаториев и профилакториев, предлагающих лечение по различным профилям заболеваний. Среди них:
- санаторий «Волжский утёс», расположенный на берегу Жигулёвского моря
- курорт «Сергиевские минеральные воды» в Серноводске
- санатории «Самарский»
- «имени Чкалова» (Самара)

## Статистика
Въездной туризм составляет 500—550 тыс. человек в год по данным крупных гостиниц и санаториев. Рост внутреннего туризма — 4-5 % в год.